# Nadir's Big Chance
Albums de Peter Hammill
In Camera
(1974) Over
(1976)
Nadir's Big Chance est le cinquième album solo de Peter Hammill, sorti en 1975.

## Liste des titres
1. Nadir's Big Chance
2. The Institute of Mental Health, burning
3. Open Your Eyes
4. Nobody's Business
5. Been Alone so Long
6. Pompeii
7. Shingle Song
8. Airport
9. People You were Going to
10. Birthday Special
11. Two or Three Spectres

### Musiciens[2]
- Hugh Banton : orgue Hammond, basse
- Guy Evans : batterie
- Peter Hammill : chants, guitare, basse, piano, clavinet
- David Jackson : saxophone, flûte

## Contexte
Alors que le groupe vit sa première dislocation, il publie l'album Nadir's Big Chance dans lequel certains, dont John Lydon des Sex Pistols, ont voulu voir un précurseur du courant punk.